# 156
| 156                |
| ------------------ |
| Dødsfald - Fødsler |
|                    |

| Gregoriansk kalender | 156 CLVI                |
| Ab urbe condita      | 909                     |
| Armensk kalender     | I/T                     |
| Kinesiske kalender   | 2852 – 2853 乙未 – 丙申 |
| Etiopisk kalender    | 148 – 149               |
| Jødisk kalender      | 3916 – 3917             |
| Hindukalendere       |                         |
| - Vikram Samvat      | 211 – 212               |
| - Shaka Samvat       | 78 – 79                 |
| - Kali Yuga          | 3257 – 3258             |
| Iransk kalender      | 466 BP – 465 BP         |
| Islamisk kalender    | 481 BH – 480 BH         |

Se også 156 (tal)